# حارة الرحمن (صنعاء)
حارة الرحمن هي إحدى حارات حي الحي الرياضي بمديرية الثورة إحد مديريات العاصمة اليمنية صنعاء، بلغ تعداد سكانها 1500 نسمة حسب تعداد اليمن لعام 2004.